# Francis Trevithick
Francis Trevithick, né en 1812 à Camborne (Cornouailles) et mort le 27 octobre 1877 à Penzance (Cornouailles), est un des quatre fils de Richard Trevithick. Il est nommé super-intendant du Grand Junction Railway qui deviendra le London and North Western Railway (LNWR).

## Biographie
Né en 1812 à Camborne dans la région minière des Cornouailles, il commence ses études d'ingénieur vers 1832, puis est employé en 1840 par le Grand Junction Railway (GJR).
Carrière :
- 1840 ingénieur résident du GJR entre Birmingham et Crewe
- 1841 "Locomotive Superintendent" du GJR aux ateliers d'Edge Hill à Liverpool
- 1843 transfert aux nouveaux ateliers de Crewe comme "Locomotive Superintendent"
- 1846 le GJR est intégré au LNWR. Francis Trevithick partage la fonction d'ingénieur de la traction du LNWR avec J. E. McConnell at Alexander Allan[1]
- 1857 Démission contrainte[2] du LNWR pour cause de restructuration.

Après avoir quitté le LNWR en 1857, il rentre en Cornouailles et devient administrateur du domaine de Tehidy, où son grand-père était responsable des mines. Il écrit une biographie de son père, qui sera publiée en 1872.
Son fils, Arthur Reginald Trevithick, travailla plusieurs années au LNWR, notamment comme adjoint au directeur des constructions de locomotive de Crewe.
Un autre fils, Frederick Harvey Trevithick, travailla pour le Great Western Railway puis pour les Chemins de fer égyptiens où il devint ingénieur en chef.